# Károly Hieronymi

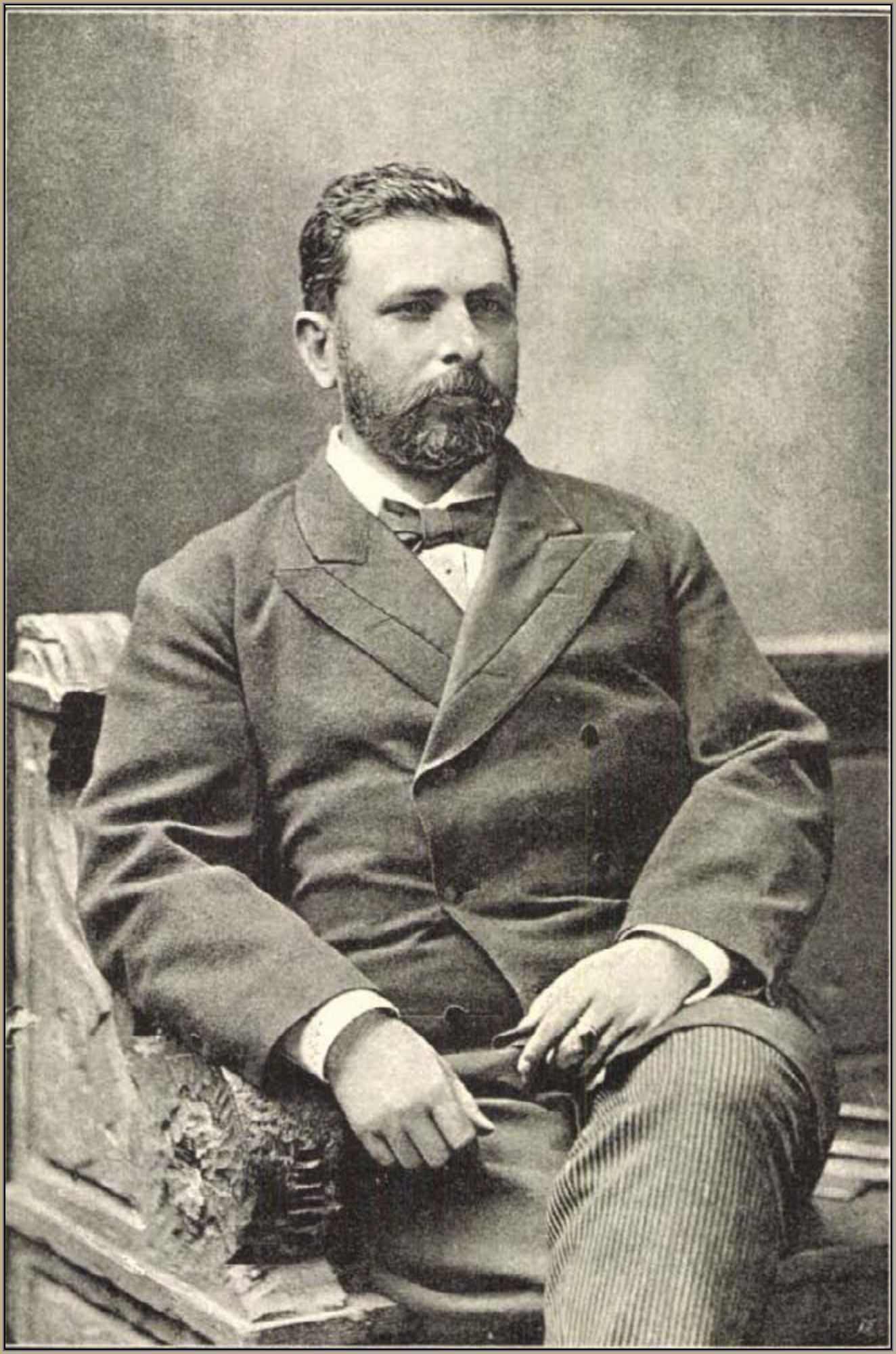
Károly Hieronymi (1892)

Károly Hieronymi (* 1. Oktober 1836 in Buda; † 4. Mai 1911 in Budapest) war ein ungarischer Politiker, Ingenieur und Minister.

## Leben
Nach dem Studium am Polytechnikum in Buda war Hieronymi ab 1857 als Ingenieur im Komitat Máramaros. 1861 wurde er zum Chefingenieur des Komitats gewählt. 1867 berief ihn Imre Mikó, Minister für öffentliche Arbeit und Verkehr im Kabinett von Gyula Andrássy, zum Präsidialsekretär seines Ministeriums. Er war zunächst Leiter der Abteilung für Straßenbau und Bauwesen, später der Abteilungen für Wasserbau und Eisenbahn. Hieronymi verbrachte längere Zeit in Frankreich, um sich mit dem dortigen Verkehrswesen vertraut zu machen. Nach seiner Rückkehr leitete Pál Ordódy, Minister für öffentliche Arbeit und Communication, die von Hieronymi vorgeschlagene Umgestaltung seines Ministeriums ein. Daneben leitete er Flussregulierungen von Donau, Körös und Maros und beschäftigte sich mit dem Bau neuer Eisenbahnstrecken. 1875 wurde er Abgeordneter des Reichstags für den Wahlbezirk Zsombolya im Komitat Torontál und wurde 1882 zum Generaldirektor der Österreichisch-ungarischen Staatseisenbahngesellschaft ernannt. Von 19. November 1892 bis 15. Januar 1895 war er Innenminister und von 3. November 1903 bis 18. Juni 1905 sowie vom 17. Januar 1910 bis zu seinem Tode am 4. Mai 1911 Handelsminister.

## Schriften
- A közutak föntartásáról. Az útfentartás különböző módjainak, a fentartási költség tényezőinek és ezek megszerzésének ismertetése. Főleg franczia kutfők után, Pest, 1868
- A közlekedés. Pest, 1869 (Statistikai előadások X.)
- A közmunkaügyek állami kezelése. I. Rész. A közmunkaügyek állami kezelése Francziaországban. Bpest, 1874
- A budapesti Dunaszakasz szabályozása Bpest, 1880. (mit 16 Tabellen und einer Karte)
- Die Theissregulirung. Bpest, 1888
- Törvényjavaslat a közigazgatási biróságokról. Bpest, 1893
- Bericht des ungarischen königlichen Innenministers über die öffentliche Gesundheitslage des Landes im Jahr 1892. Bpest, 1893 (ungarisch)
- Indokolás «a közigazgatási biróságokról» szoló törvényjavaslathoz. Bpest, 1893